# Aleksander Hertel

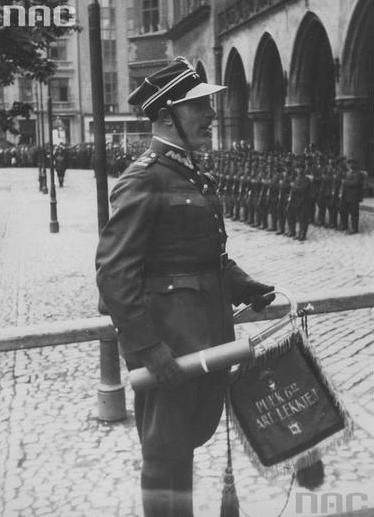
Płk Aleksander Hertel jako dowódca 6 Pułku Artylerii Lekkiej w Krakowie (1936)

Aleksander Juliusz Hertel (ur. 28 sierpnia 1894 w Radomiu, zm. 12 września 1939 w Andrzejewie) – pułkownik artylerii Wojska Polskiego, uczestnik czterech wojen, trzykrotnie odznaczony Orderem Virtuti Militari.

## Życiorys
Urodził się 28 sierpnia 1894 roku w rodzinie Wojciecha, farmaceuty, i Marii z domu Frieck. Uczęszczał do Szkoły Handlowej w Radomiu, a od 1909 do Szkoły Realnej Jeżewskiego w Warszawie, którą ukończył w 1912 z maturą. Od 1 października 1912 do 1 września 1913 służył w Armii Imperium Rosyjskiego jako ochotnik w wymiarze jednego roku. Był przydzielony do 6 Brygady Artylerii Polowej w Ostrowi Łomżyńskiej. Uzyskał stopień chorążego rezerwy artylerii. Od 1913 studiował chemię na Uniwersytecie Zuryskim, zaliczając dwa semestry. W Zurychu został członkiem Związku Strzeleckiego.
Po wybuchu I wojny światowej, w sierpniu 1914 jako ochotnik tzw. kompanii szwajcarskiej zgłosił się do Legionów Polskich w Krakowie. Początkowo służył w piechocie legionowej, a 20 sierpnia 1914 został skierowany do artylerii. Został dowódcą I plutonu 4 baterii II dywizjonu artylerii w I Brygadzie. Od 9 lutego 1915 był w 5 baterii, a 20 czerwca 1915 awansowany do stopnia podporucznika artylerii ze starszeństwem z 13 grudnia 1914. W sierpniu 1915 został dowódcą 5 baterii. 3 października 1915 odniósł rany w bitwie pod Rafajłówką (nad Styrem). 1 grudnia 1915 został awansowany do stopnia porucznika artylerii, po czym został odkomenderowany, jako oficer ogniowy, do baterii artylerii konnej dywizjonu kawalerii rtm. Władysława Beliny-Prażmowskiego w ramach 6 Brygady Kawalerii. Od lutego 1916 był dowódcą tej baterii. Następnie został oficerem w 1 pułku artylerii, od 1 maja 1916 był dowódcą 3 baterii, a od stycznia 1917 dowódcą 2 baterii. Po kryzysie przysięgowym został zwolniony z Legionów i był przez Niemców internowany w Beniaminowie do kwietnia 1918. Po odzyskaniu wolności wstąpił do Polskiej Siły Zbrojnej, przydzielony do 1 pułku piechoty. Po ukończeniu kursu uzupełniającego oficerów piechoty oraz kursu topografii i fotogrametrii wojskowej, został mianowany komendantem Szkoły Mierniczej PSZ. 12 października 1918 został awansowany do stopnia kapitana artylerii.
U schyłku wojny, od 9 listopada 1918 służył w baterii polowej w Garwolinie. Następnie brał udział w rozbrajaniu Niemców w Rembertowie. Po odzyskaniu przez Polskę niepodległości wstąpił do Wojska Polskiego. Był organizatorem i od 20 listopada 1918 komendantem I dywizjonu 8 pułku artylerii polowej, od grudnia do marca 1919 był komendantem 2 baterii 8 pułku artylerii polowej w Grupie gen. Edwarda Rydza–Śmigłego podczas wojny polsko-ukraińskiej na Wołyniu. Brał udział w wojnie polsko-bolszewickiej. Od maja do lipca 1919 był dowódcą I baterii na froncie litewsko–białoruskim. Na przełomie lipca i sierpnia 1919 odbył kurs strzelania w Rembertowie, po czym wrócił do służby frontowej i został dowódcą III dywizjonu 1 pułku artylerii polowej Legionów. Wsławił się w bitwie pod Dyneburgiem 2 stycznia 1920, a podczas wyprawy kijowskiej 26 kwietnia 1920 dokonał destrukcji artylerii nieprzyjacielskiej straży tylnej pod Żytomierzem. Za swoje czyny w wojnie z bolszewikami otrzymał Krzyż Srebrny Orderu Virtuti Militari.
Od 25 kwietnia do 18 czerwca 1921 odbył kurs informacyjny dla wyższych dowódców. Od 24 czerwca był dowódcą 1 dywizjonu artylerii ciężkiej, od 9 lipca 1921 dowódcą 24 dywizjonu artylerii ciężkiej, od 1 października 1921 zastępcą dowódcy 3 pułku artylerii polowej Legionów. 3 maja 1922 roku został zweryfikowany w stopniu majora ze starszeństwem z dniem 1 czerwca 1919 roku i 8. lokatą w korpusie oficerów artylerii, a jego oddziałem macierzystym był 1 pap Leg. W 1923 roku został absolwentem kursu artyleryjskiego w Wersalu. W tym samym roku został wykładowcą w Doświadczalnym Centrum Wyszkolenia Armii w Rembertowie, pozostając oficerem nadetatowym 3 pap. 1 grudnia 1924 roku został przeniesiony do Inspektoratu Szkół na stanowisko oficera sztabu, pozostając w dalszym ciągu oficerem nadetatowym 3 pap. Tego samego dnia został awansowany do stopnia podpułkownika ze starszeństwem z dniem 15 sierpnia 1924 roku i 1. lokatą w korpusie oficerów artylerii. Od 16 do 20 maja 1926 roku pełnił obowiązki komendanta Szkoły Podchorążych Piechoty. 21 sierpnia 1926 roku został przeniesiony z byłego Inspektoratu Szkół do 13 dywizjonu artylerii konnej we Lwowie na stanowisko dowódcy dywizjonu. 10 grudnia 1931 roku został awansowany na pułkownika ze starszeństwem z dniem 1 stycznia 1932 roku i 1. lokatą w korpusie oficerów artylerii. Od 13 maja 1932 roku do listopada 1936 roku był dowódcą 6 pułku artylerii lekkiej w Krakowie. Następnie był dowódcą 5 Grupy Artylerii w Krakowie. W maju 1937 roku został przeniesiony do dowództwa 19 Dywizji Piechoty w Wilnie na stanowisko drugiego dowódcy piechoty dywizyjnej. W listopadzie 1937 roku został przydzielony do dowództwa 18 Dywizji Piechoty w Łomży na stanowisko dowódcy piechoty dywizyjnej. Od 28 listopada do 7 grudnia 1938 roku był słuchaczem Kursu Doskonalącego dla wyższych dowódców w Centrum Wyszkolenia Piechoty w Rembertowie.
W latach 20. był członkiem Wojskowego Klubu Samochodowego i Motocyklowego.
Po wybuchu II wojny światowej w kampanii wrześniowej był nadal dowódcą piechoty dywizyjnej 18 Dywizji Piechoty w składzie Samodzielnej Grupa Operacyjna „Narew”. Po tym jak ranny został dowódca tej dywizji płk Stefan Kossecki, 12 września Aleksander Hertel został jego następcą. W tym samym dniu został ranny w nogę w bitwie pod Łętownicą, po czym próbował przedrzeć się przez okrążenie niemieckie i zginął w walce w Andrzejewie. Tam na cmentarzu parafialnym został pochowany wraz z poległymi żołnierzami 18 Dywizji Piechoty w kwaterze żołnierzy wojny obronnej 1939.
Jego żoną od 1934 była Kazimiera Łuszczakiewicz (zm. 2007), z którą miał syna Wojciecha (ur. 1935 w Krakowie, zm. 7 kwietnia 2015 w Warszawie).

## Ordery i odznaczenia
- Krzyż Kawalerski Orderu Virtuti Militari nr 12 (pośmiertnie, w 1970 za wojnę obronną 1939)[15]
- Krzyż Złoty Orderu Virtuti Militari nr 117 (pośmiertnie, za wojnę obronną 1939)[16]
- Krzyż Srebrny Orderu Virtuti Militari nr 954 (za wojnę 1918–1920)[17]
- Krzyż Niepodległości (6 czerwca 1931)[18]
- Krzyż Oficerski Orderu Odrodzenia Polski (11 listopada 1935)[19]
- Krzyż Walecznych (czterokrotnie)
- Złoty Krzyż Zasługi (10 listopada 1928)[20]
- Medal Pamiątkowy za Wojnę 1918–1921[21]
- Medal Dziesięciolecia Odzyskanej Niepodległości[21]
- Odznaka „Za wierną służbę”[21]
- Państwowa Odznaka Sportowa[22]
- Medal Pamiątkowy za Wojnę 1918–1920 (Łotwa)[23]

## Upamiętnienie
Został upamiętniony na tablicy w mauzoleum 18 Dywizji Piechoty w Andrzejewie, na tablicy na ścianie kościoła pw. Wniebowzięcia Najświętszej Maryi Panny w Andrzejewie oraz wymieniony na tablicy „Polegli za wiarę i Ojczyznę”, umieszczonej w przedsionku kościoła św. Antoniego z Padwy w Warszawie.